# Melitaea crasnensis
Melitaea crasnensis är en fjärilsart som beskrevs av Hormuzaki 1894. Melitaea crasnensis ingår i släktet Melitaea och familjen praktfjärilar. Inga underarter finns listade i Catalogue of Life.